# Namneti

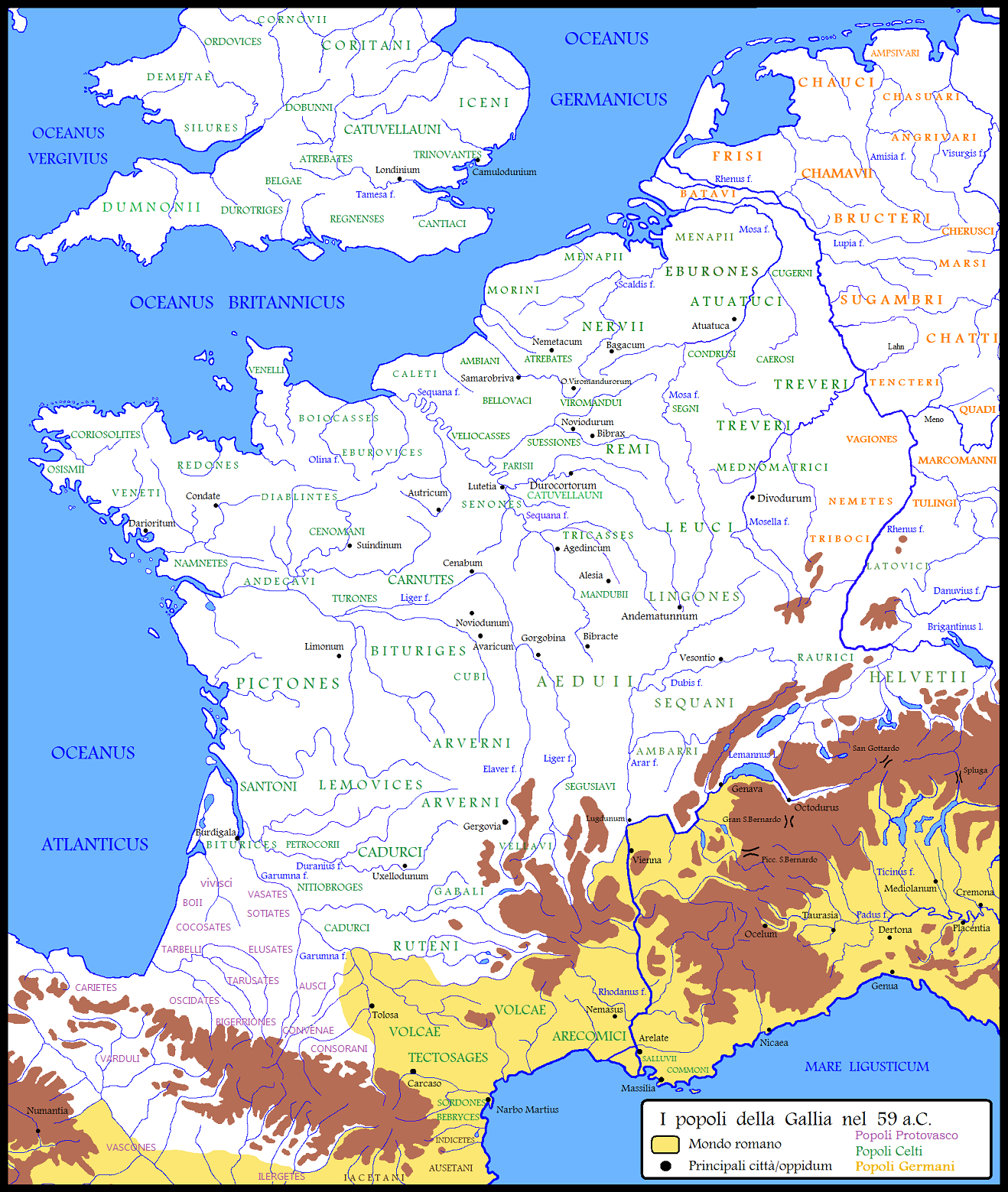
Mappa della Gallia nel 59 a.C., prima della conquista di Cesare con l'indicazione della posizione dei Namneti

I Namneti furono un popolo gallico stanziato allo sbocco della Loira appena a monte di Nantes. Erano confinanti con molti altri popoli gallici: gli Andecavi a Est, la tribù pittone degli Ambiliati sulla riva sud della Loira, il popolo dei Veneti a Ovest e i Redoni a Nord.

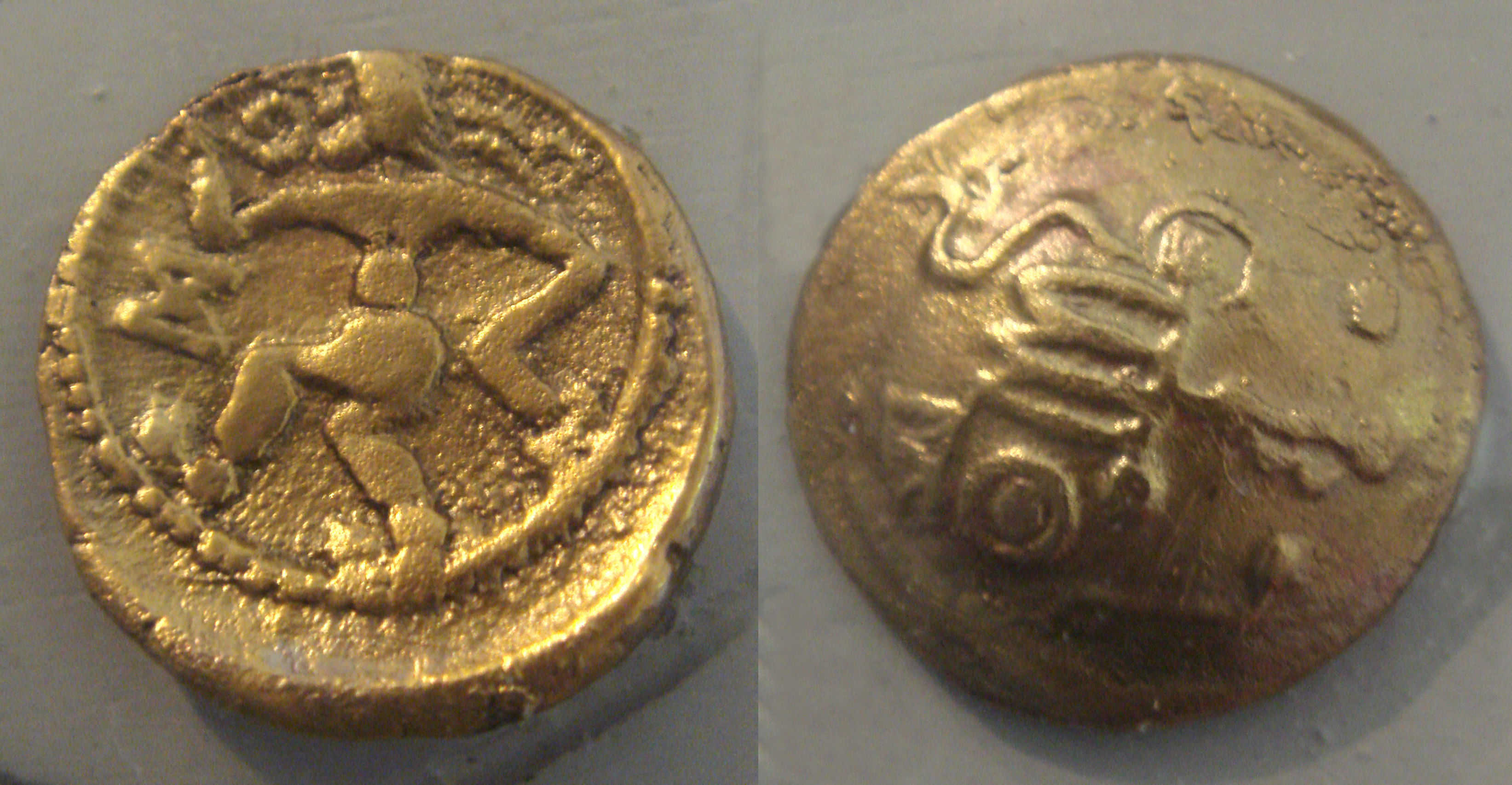
Moneta dei Namneti

Ebbero per città Condevicnum, situata alla confluenza della riva nord della Loira con lo sbocco dell'Erdre. Nel III secolo diventerà Portus Namnetus.
Il popolo darà il proprio nome alla città di Nantes